# Приморская митрополия
Приморская митрополия — митрополия Русской православной церкви в границах Приморского края. Объединяет Владивостокскую, Находкинскую и Арсеньевскую епархии.
Главой Приморской митрополии является епархиальный архиерей Владивостокской епархии.

## История
Образована 6 октября 2011 года решением Священного Синода РПЦ. Стала второй по счёту митрополией, образованной в ходе начавшейся в 2011 году реформы епархиального устройства Русской православной церкви, в результате которой стала действовать трехступенчатая система организации епархий: Патриархат — митрополия — епархия..
Главой Приморской митрополии определено быть архиепископу Владивостокскому и Приморскому Вениамину (Пушкарю), который 8 октября 2011 года был возведён в сан митрополита во время малого входа на литургии в Троице-Сергиевой лавре. 28 декабря 2018 года Священный Синод определил митрополита Вениамина на покой, вместо него главой митрополии стал Владимир (Самохин). С 24 октября 2024 года митрополию возглавляет Павел (Григорьев).

## Состав митрополии
Включает в себя три епархии:

### Арсеньевская епархия
Территория: городские округа Арсеньев и Дальнегорск; Анучинский, Кавалеровский, Ольгинский, Тернейский, Чугуевский и Яковлевский районы Приморского края.

### Владивостокская епархия
Территория: Владивостокский, Артёмовский, Дальнереченский, Лесозаводский, Уссурийский городские округа; Кировский, Красноармейский, Михайловский, Надеждинский, Октябрьский, Пожарский, Спасский, Ханкайский, Хасанский, Хорольский, Черниговский районы.

### Находкинская епархия
Территория: Находкинский, Партизанский и Фокинский городские округа, а также Лазовский, Партизанский и Шкотовский районы Приморского края.